# Rafálivka
Rafálivka (ucraniano: Рафа́лівка) es un asentamiento de tipo urbano de Ucrania perteneciente al raión de Varash en la óblast de Rivne.
En 2020, el municipio tenía una población de 7240 habitantes, de los cuales 3461 vivían en el propio asentamiento. El resto de la población municipal se reparte en siete pueblos: Velyki Zholudsk, Kosmaký, Lozky, Malí Zholudsk, Mostyshche, Sujovolia y Chucheve.
El asentamiento fue fundado en 1902 como un pequeño poblado ferroviario, en la línea de ferrocarril de Kóvel a Kiev pasando por Sarny. Por su ubicación ferroviaria estratégica, entre 1917 y 1921 fue lugar de combates en las guerras soviético-ucraniana y polaco-soviética. Se consolidó como localidad en los años 1920, cuando la Segunda República Polaca le dio su topónimo actual al trasladar administraciones desde el vecino pueblo de Stara Rafálivka, que actualmente es un área periférica de la ciudad de Varash. En 1939, el pueblo se incorporó a la RSS de Ucrania, pero dos años más tarde fue ocupada por los invasores alemanes, quienes asesinaron a tres mil personas en el pueblo, la mayoría de ellas judíos. La localidad fue recuperada en 1944 por la Unión Soviética, que en 1957 le dio el estatus de asentamiento de tipo urbano.
Se ubica unos 10 km al sureste de Varash, sobre la carretera T1808.